# Christian Ludwig Nitzsch
Christian Ludwig Nitzsch ( Beucha, perto de  Grimma, 3 de setembro de 1782 -  Halle an der Saale, 16 de agosto de 1873) foi um zoólogo (ornitólogo) alemão.

## Biografia
Era filho do pastor Karl Ludwig Nitzsch (1751-1831) e  de Luise, nascida  Wernsdorf. Christian Nitzsch começou os seus estudos  em Borna e em  Zeitz.  Para seguir o exemplo de seu avô, Gottlieb Wernsdorf  (1668-1729), estudou na  universidade de Wittenberger ( atual "Universidade Martin-Luther de Halle-Wittenberg").
Diplomado em  1804, prosseguiu seus estudos em medicina obtendo seu título de doutor em  1808.  Passou  a residir em Halle onde tornou-se professor de zoologia na universidade de  Halle an der Saale, e ainda exerceu a função de secretário do museu de zoologia.
Nitzsch  publicou em  1820, um trabalho sobre as glandes nasais dos pássaros, na qual basou a sua classificação sobre eles. Mesmo que o seu sistema de classificação fosse generalista  conseguiu distinguir certos grupos entre si. Publicou, em  1829, um trabalho sobre o sistema circulatório dos pássaros, conduzindo a um sistema de classificação  semelhante  à de  Ferdinand Joseph L'Herminier (1802-1866). 
Interessou-se também pelos parasitas e os  paramécios. Igualmente dedicou-se pelas diatomáceas. 
O gênero  Nitzchia  foi nomeado em sua honra.

## Obras
- “De respiratione animalium“ 1808
- “Die Familien der Thierinsekten“ em Germar’s Magazin für Entomologie, Volume 3 1818
- Tratado sobre as glandes nasais dos pássaros na Deutsches Archiv für dei Physiologie de Johann Friedrich Meckel Jr. (1781-1833) 1820 — Seu sistema foi incluido no artigo  Aves de Sir Richard Owen (1804-1892)  na sua  Cyclopaedia Anatomy de Robert Bentley Todd (1809-1860).
- “Observationes de Avium arteria carotide communi” (Halle an der Saale|Halle ) 1829
- “Pterlyographiae Avium pars prior” (Halle an der Saale|Halle) 1833 — Traduzido para o ingles sob o título  Nitzsch's Pterylography  pela Royal Society em 1867.
- “Zur Geschichte der Thierinsektenkunde“, volume 5, 1855
- “Charakteristik der Federlinge“, volume  9, 1857
- “Beiträge zur Infusorienkunde“, volume 3, 1817
- “Anatomie der Vögel“ Volume 1 em 1815, volume 2 em 1816, volume 3 em 1817, volume 6 em 1820 e o volume 11 em 1826
- “Osteographischen Beiträge zur Naturgeschichte der Vögel“ 1811
- “System der Pterylographie“ bei Burmeister 1840